# 16561 Rawls
16561 Rawls (1991 VP7) là một tiểu hành tinh vành đai chính được phát hiện ngày 3 tháng 11 năm 1991 bởi Spacewatch ở Kitt Peak. Nó được đặt theo tên philosopher John Rawls.